# Туарезькі мови
Туаре́зькі мо́ви (також південноберберські мови, тамашек; тифінаг: ⵜⴰⵎⴰⵌⴰⵆ) — мови туарегів, одна з п'яти гілок берберської підсім'ї, що входить в Афразійську макросім'ю мов. Поширені в центральній Сахарі на території таких держав, як Алжир, Малі, Нігер, Буркіна-Фасо, Нігерія, частково в Лівії та Чаді. Загальна кількість мовців оцінюється в 1,9 млн осіб (2005).
У складі туарезького мовної гілки виділяють три групи: північну, південно-західну та південно-східну. Іноді всі туарезькі ідіоми розглядаються як єдина мова. У довіднику мов світу Ethnologue туарезькі ідіоми (тамашек) позначені терміном «макромова». Назва тамашек застосовується як для всього туарезького ареалу, так і для групи мов/діалектів його південно-західної частини.

## Класифікація
Виділення туарезької (південної берберської) гілки мов є загальновизнаним.
Туарезькі мови ділять на три групи. Назви цих груп пов'язані з географічним розташуванням ареалів носіїв мов: північна, південно-західний та південно-східна групи. Поряд з ними існують назви, пов'язані з рефлексом туарезької приголосної *z (зокрема, в самоназві народу *tămāzəq): ha (тамахак, північна група) sha (тамашек, південно-західна група) та za (тамажек, південно-східна група). Деякі вчені розглядають туарезькі ідіоми, як діалекти однієї мови, які сильно розійшлися. У той же час дані лексикостатистики дозволяють виділити в туарезькій гілці як мінімум 4 самостійних мови:
- Північнотуарезька група (76 тис. осіб): західнотамахська (ахне, тайток, ахаггар, іссакамарен) і східнотамахська (гхат, ажжер, урагхен, тімасинін, імангхассатен);
- Південно-західна група (представлена однією мовою тамашек) (480 тис. осіб): тадгхак, танеслемт, Іда у сак, кель арокас;
- південно-східна туарезька група (1,3 млн осіб): тауллеммет (західна, східна), аїр (таярт).

## Ареал і чисельність

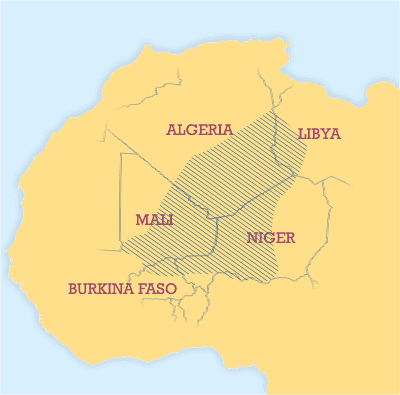
Ареал туарезьких мов на мапі Західної Африки

Носії мов південоберберської групи — туареги (близько 1,9 млн осіб) — живуть у великих районах пустелі Сахара — в Алжирі, Лівії (західний Феццан), Нігері (плато Аїр), Малі (плато Адрар-Іфорас, долина річки Нігер), Нігерії та Буркіна-Фасо (район Дорі).

## Писемність
У північних мов поширене арабське письмо і берберське письмо тифінаг, що походить від давньолівійського письма (єдина споконвічна берберська абетка, яку зберегли до наших днів туареги Сахари) — в Нігері відоме під назвою щифінаг, в південно-східних і південно-західних мовах застосовується латиниця і тифінаг.
В даний час використовуються дві різні абетки для туарезьких мов, створені на основі латиниці — в Малі і в Нігері.

Туарезька абетка Малі була прийнята в 1967 році і реформована в 1982 році: 
Aa Ăă Bb Dd Ḍḍ Ee Ǝә Ff Gg Ɣɣ Hh Ḥḥ Ii Jj Kk Ll Ḷḷ Mm Nn Ŋŋ Oo Qq Rr Ss Ṣṣ Šš Tt Ṭṭ Uu Ww Xx Yy Zz Žž Ẓẓ ʔ

У Нігері туарезька абетка була затверджена в 1999 році: 
Aa Ăă Ǝә Bb Сс Dd Ḍḍ Ee Ff Gg Ğğ Hh Ii Jj ǰ Ɣɣ Kk Ll Ḷḷ Mm Nn Ŋŋ Oo Qq Rr Ss Ṣṣ Šš Tt Ṭṭ Uu Ww Xx Yy Zz Ẓẓ